# Calvin Watson
Calvin Watson (* 6. Januar 1993 in Melbourne) ist ein ehemaliger australischer Radrennfahrer.

## Sportlicher Werdegang
Als Juniorenfahrer wurde Watson 2011 Ozeanienmeister im Straßenrennen. Nach dem Wechsel in die U23 fuhr er 2012 für das australische UCI Continental Team Jayco-AIS, bevor er 2013 auf die Vereinsebene zurückkehrte. 2013 gewann er die Gesamtwertung der Herald Sun Tour, die zu diesem Zeitpunkt nicht im Kalender der UCI stand. 
Zur Saison 2014 erhielt Watson einen Vertrag bei dem UCI WorldTeam Trek Factory Racing, für das er den Giro d’Italia 2015 bestritt und diesen als 152. der Gesamtwertung beendete. In den zwei Jahren im Team konnte er die Erwartungen nicht erfüllen und blieb komplett ohne UCi-Ranglistenpunkte.
Nach drei weiteren Jahren als Radrennfahrer bei den Teams An Post-Chain Reaction und Aqua Blue Sport ohne nennenswerte Ergebnisse beendete Watson nach der Saison 2018 im Alter von 25 Jahren seine sportliche Karriere.

## Erfolge
2011
- Ozeanienmeister (Junioren) – Straßenrennen
- Tour du Valromay (Junioren)

2013
- Gesamtwertung Herald Sun Tour